# Desmia filicornis
Desmia filicornis là một loài bướm đêm trong họ Crambidae.